# آکینا ناکاموری
آکینا ناکاموری (انگلیسی: Akina Nakamori؛ زادهٔ ۱۳ ژوئیهٔ ۱۹۶۵) موسیقی‌دان اهل ژاپن است.